# Feliks Wierzbicki
Feliks Paweł Wierzbicki, ang. Felix Paul Wierzbicki (ur. 1 stycznia 1815 w Czarniawcach, zm. 26 grudnia 1860 w San Francisco) – polski lekarz, podróżnik, pisarz, autor pierwszego opisu Kalifornii w języku angielskim.

## Życiorys
Urodził się w szlacheckiej rodzinie polskiej zamieszkałej w Czarniawcach na Wołyniu. W młodości chciał studiować medycynę jednak te plany pokrzyżował mu wybuch powstania listopadowego. Z zamiarem wzięcia w nim udziału porzucił szkołę i zaciągnął się do polskiej armii, biorąc udział między innymi w bitwie o Olszynkę Grochowską, w obronie Warszawy i w bitwie pod Ostrołęką. Po upadku powstania regiment, w którym walczył Wierzbicki wycofał się do Galicji i został internowany na trzy lata. Po zwolnieniu z austriackiego więzienia Wierzbicki w wieku dziewiętnastu lat wyemigrował do USA. Tam uzyskał wkrótce tytuł doktora medycyny, a praktykę lekarską otworzył w Providence w Rhode Island. W 1846 roku zaciągnął się do amerykańskiej armii i wyjechał do Kalifornii w ekspedycji Jonathana D. Stevensona, biorąc udział w wojnie amerykańsko-meksykańskiej. Wierzbicki służył w 1 Pułk Ochotników Nowojorskich (1st Regiment of New York Volunteers) w kompanii H. Po zakończeniu wojny osiadł w San Francisco, pisząc w 1849 roku książkę California as It Is. Była to pierwsza książka w języku angielskim wydrukowana w Kalifornii. Książka stanowi ważne dzieło ukazujące historię regionu, opisuje m.in. hiszpańskie rezydencje oraz plemiona tubylcze Indian amerykańskich. W polskim tłumaczeniu ukazała się ona pt. Opis Kalifornii pod względem geograficznym, statystycznym i geologicznym w 1850 roku.
Doktor Wierzbicki prowadził również działalność naukową, współpracował z czasopismem „California Journal of Medicine”, w którym między innymi publikował eseje o historii medycyny. Był jednym z założycieli The Medical Society of San Francisco (Towarzystwa Medycznego w San Francisco).

## Upamiętnienie
25 lutego 1996 roku na cmentarzu San Francisco National Cemetery odbyła się uroczystość odsłonięcia i poświęcenia odnowionego pomnika na grobie Feliksa P. Wierzbickiego.
Poeta Janusz Szuber opisał osobę Feliksa Wierzbickiego w wierszu pt. Burzliwy żywot ex-sierżanta W., opublikowanym w tomikach poezji pt. Pan Dymiącego Zwierciadła z 1996 oraz Pianie kogutów z 2008.